# Општина Дамиенешти (Бакау)
Дамиенешти (рум. Dămieneşti) општина је у Румунији у округу Бакау.
Oпштина се налази на надморској висини од 196 m.